# Københavnkalk
Københavnkalk  (også stavet københavnskalk; eller kalksandskalk, tidligere kaldet saltholmskalk eller kokkolitkalk, på engelsk kaldet København Limestone eller Copenhagen Limestone) er en sandet danienkalksten af meget vekslende hårdhed og med et betydeligt indhold af flint, som forekommer under store dele af København, men intetsteds kan iagttages i blotninger.

## Dannelse og sammensætning
I modsætning til den underliggende bryozokalk viser københavnkalken ikke dennes hvælvede bankestrukturer, men er vandret lagdelt, se foto, sandsynligvis som følge af, kalken er aflejret i et lavvandet hav præget af bølgeaktivitet, idet den lave vanddybde sikkert skyldtes tektonisk hævning af det danske område.
Traditionelt har man inddelt kalken i en sandet type kaldet “kalksandskalk” og en slammet type kaldet “blegekridt”, afhængig af mængdefordelingen af groft hhv. fint kalksediment. I forbindelse med et planlagt, men aldrig fuldført tunnelbaneprojekt i København i 1960'erne blev københavnkalken under byen undersøgt i detaljer, og inddelt i en øvre, mellem og nedre del:
- øvre: sandet, regelmæssigt lagdelt kalk med flintlag
- mellem: nodular eller bioturberet[a] sandet kalk med flintlag
- nedre: mørkgrå sandet lagdelt kalk med mergellag og flint, glaukonit og pyrit

Kalken er opbygget af lysegrå eller hvidgrå lag med vekslende hårdhed og tykkelse, typisk med 20-40 cm tykke flintlag, som lokalt kan nå op til 1 m tykkelse, og som kan følges over længere afstande.
I en udgravning i københavnkalk i Malmö er der beskrevet dobbeltlag af flint, som forekommer som enten lag eller linser af grå til mørkgrå flint, vekslende med flintnoduler.
Geofysiske logs er velegnede til underinddeling af københavnkalken, idet kalken fremviser karakteristiske lag med høj densitet eller radioaktivitet, som kan følges over længere afstande.

## Anvendelse
Københavnkalk er kun naturligt blottet på Saltholm, hvor den tidligere var genstand for brydning. Kalkgraven er nu vandfyldt.
I Limhamn kalkbrud er københavnkalk tidligere, i stil med den underliggende bryozokalk, udnyttet til cementfremstilling.